# Перша трансконтинентальна залізниця

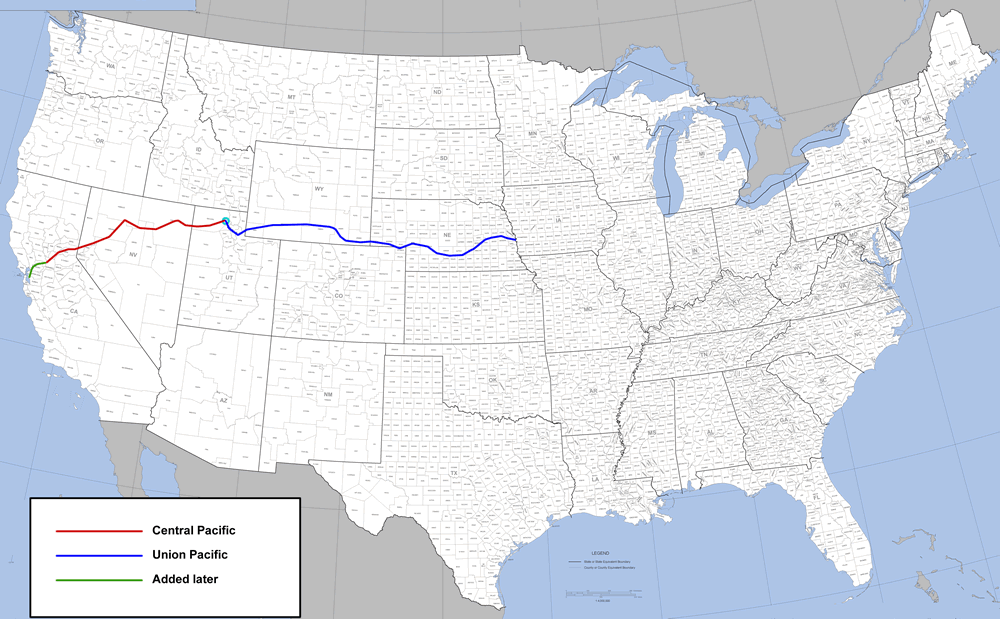
Маршрут Першої трансконтинентальної залізниці

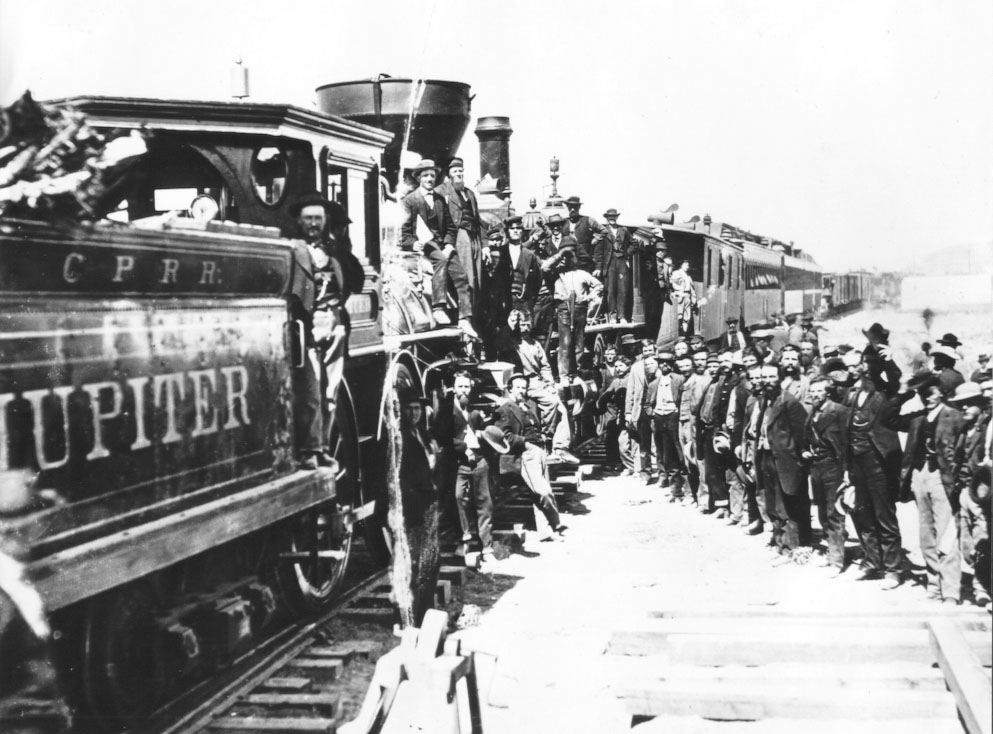
Святкування у Промонторі-Саміт (Юта)10 травня 1869

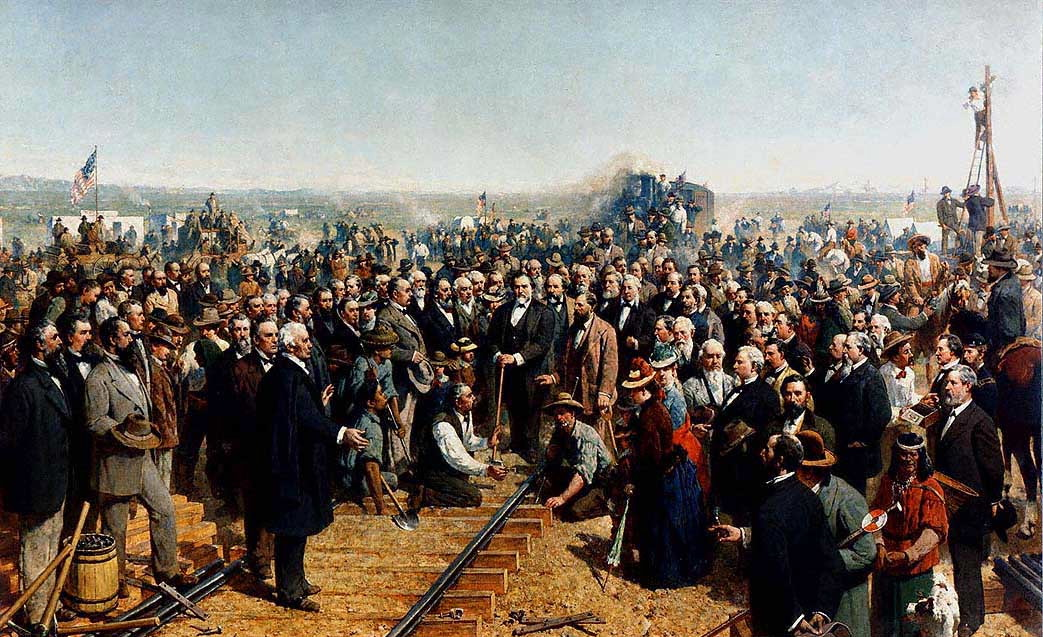
Картина Томаса Хілла «Останній цвях» (1881)

Перша трансконтинентальна залізниця в США побудована в 1860-і, зв'язавши залізничну мережу сходу Сполучених штатів з Каліфорнією на тихоокеанському узбережжі. Залізниця пройшла територіями штатів Небраска, Вайомінг, Юта, Невада, Каліфорнія. Будівництво було церемоніально завершено 10 травня 1869 забиттям знаменитого «золотого цвяха» в місті Промонторі-Саміт (Юта). При цьому була створена національна транспортна мережа, яка революціонізувала демографію і економіку американського Заходу. Завдяки цій мережі фургонні потяги попередніх десятиліть віджили свій час, замінившись на набагато ефективнішу транспортну систему.

## У кіно
- Як був завойований Захід
- Якось на Дикому Заході
- Дикий, дикий Вест
- Самотній Рейнджер